# Tjörns landsfiskalsdistrikt
Tjörns landsfiskalsdistrikt var 1918-1963 ett landsfiskalsdistrikt i Göteborgs och Bohus län, bildat när Sveriges indelning i landsfiskalsdistrikt trädde i kraft den 1 januari 1918, enligt beslut den 7 september 1917. Den 1 juli 1963 (enligt kungörelse den 28 juni 1963) upplöstes distriktet och dess område införlivades i sin helhet i Stenungsunds landsfiskalsdistrikt.
Landsfiskalsdistriktet låg under länsstyrelsen i Göteborgs och Bohus län.

## Ingående områden
När Sveriges nya indelning i landsfiskalsdistrikt trädde i kraft den 1 januari 1952 (enligt kungörelsen 1 juni 1951) ändrades distriktets indelning genom kommunreformen 1952 men omfattningen ändrades inte.

### Från 1918
Tjörns härad:
- Klädesholmens landskommun
- Klövedals landskommun
- Rönnängs landskommun
- Stenkyrka landskommun
- Valla landskommun

### Från 1 januari 1952
- Tjörns landskommun